# Baade 152

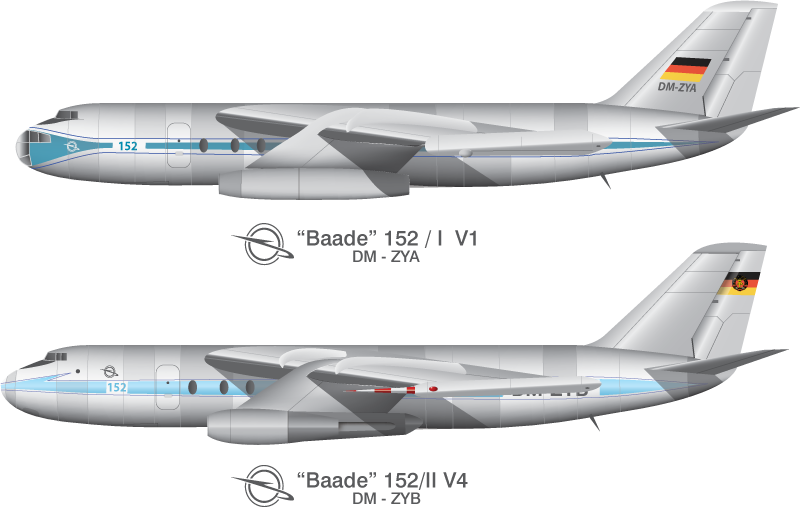
Prototyperna 152/I V1 och 152/II V4.

Baade 152 (även BB-152 och B-152), var ett passagerarflygplan med fyra jetmotorer som utvecklades under ledning av den östtyska ingenjören Brunolf Baade och tillverkades av VEB Flugzeugwerke Dresden. Det var det första jetdrivna passagerarplanet och det viktigaste flygplansprojektet som genomfördes i Östtyskland. Fyra prototyper togs fram men projektet lades ner 1961 innan någon serietillverkning startat. 

## Historia
Projektet hade sin bakgrund i en grupp ingenjörer som tvångsrekryterades från Tyskland till Sovjetunionen efter andra världskriget. De arbetade med utvecklingen av ett plan, 15.2. De återvände till Östtyskland 1949 och fortsatte med utvecklingsarbetet och planet fick 1955 beteckningen 152. Brunolf Baade blev nu chef för projektet. Han hade tidigare lett utvecklingsavdelningen vid Junkers i Dessau. 

### Konstruktion
Konstruktionen var okonventionell med de fyra jetmotorerna placerade parvis i två fästpunkter under vingarna samt med infällbara stödhjul längst ut på vingspetsarna. I nosen satt ett hjulpar och längre bak på plankroppen ett dubbelt hjulpar. Flygplanet hade glasnos.

### Nedläggning av projektet
Vid den andra provflygningen den 4 mars 1959 havererade prototypen och de fyra besättningsmännen omkom. Efter detta flydde huvudkonstruktören till Västtyskland och projektet lades på is. En andra prototyp byggdes så småningom där stödhjulen monterades under motorerna istället för vid vingspetsarna. Det östtyska flygbolaget Interflug, som hade visat intresse för flygplanstypen, köpte dock istället sovjetiska och tjeckoslovakiska plan som Tupolev Tu-124 varpå projekten slutligen lades ner 1961.